# 吉田恭教
吉田 恭教（よしだ やすのり、1960年 -）は、日本の小説家、漁師。佐賀県唐津市生まれ。島根県大田市在住。桃山学院高等学校卒業。

## 経歴・人物
30歳まで東京で写真製版業に従事するが、病気を患い医者の勧めで島根県で一本釣りの漁師となる。2010年、『変若水（をちみづ）』（応募時のタイトルは「変若水 月神の遺産」）が第3回ばらのまち福山ミステリー文学新人賞の優秀作に選ばれる。選考委員の島田荘司は「作中にある世界の完成度は、その大きさ、異形の度あいも含め、この作が最も高い」と評した。2011年、同作で本格的に作家デビューする。推理作家になろうと思ったきっかけについて、「時化で海に出られないときに、小説でも書いてみようと思い立ち、島田荘司が好きだったのでミステリ小説を書くことにした」と語っている。

## 作品

### 単行本

#### 槇野・東條シリーズ
- 可視える（2015年10月 南雲堂 本格ミステリー・ワールド・スペシャル）
  - 改題 凶眼の魔女（2018年10月 実業之日本社文庫）
- 亡者は囁く（2016年9月 南雲堂 本格ミステリー・ワールド・スペシャル）
- 鬼を纏う魔女（2017年6月 南雲堂）
- 化身の哭く森（2017年7月 講談社）
- 亡霊の柩（2018年3月 南雲堂 本格ミステリー・ワールド・スペシャル）
- MEMORY――螺旋の記憶（2020年10月 南雲堂 本格ミステリー・ワールド・スペシャル）
- 四面の阿修羅（2022年3月 南雲堂 本格ミステリー・ワールド・スペシャル）
- 龍のはらわた（2023年3月 南雲堂 本格ミステリー・ワールド・スペシャル）

#### その他
- 朝焼けの彼方へ 背暦の使者（2006年7月 翔雲社）
- 変若水（2011年10月 光文社）
- ネメシスの契約（2013年7月 光文社）
- 堕天使の秤（2014年12月 光文社）
- 背律（2016年3月 原書房）
- 警視庁特殺 使徒の刻印（2019年5月 角川文庫）
- 捜査一課ドラキュラ分室――大阪刑務所襲撃計画 （2019年12月 南雲堂 本格ミステリー・ワールド・スペシャル）
- 凶血 公安調査官 霧坂美紅（2020年5月 角川ホラー文庫）

### アンソロジー
「」内が吉田恭教の作品 
- 忍者大戦 赤ノ巻（2018年9月 光文社時代小説文庫）「忍喰い」

### 雑誌掲載短編
- 幽霊画奇譚（光文社『小説宝石』2014年3月号）